# Ai Morinaga
Ai Morinaga (森永 あい, Morinaga Ai; 28. dubna 1981 – 2. srpna 2019) byla japonská mangaka z prefektury Okajama. Mezi její nejznámější manga série patří Jamada Taró monogatari a Boku to kanodžo no ×××; jejím posledním dílem byla série Kirara no hoši vydávaná mezi lety 2010–2015.

## Životopis
Morinaga debutovala v lednu 1989 pod pseudonymem Guriko Morinaga (森永グリ子, Morinaga Guriko) jakožto členka tvůrčí skupiny Gansoku jarinage honpo (元祖やりなげ本舗), v níž setrvala do roku 1993. V roce 1991 absolvovala čtyřletou vysokou školu. Její první sólová manga, Džúičinenme no megami (11年目の女神), byla publikována v časopise Asuka v roce 1993. Mezi lety 1996–2000 psala a ilustrovala mangu Jamada Taró monogatari, podle které bylo v roce 2001 natočeno tchajwanské televizní drama, v roce 2007 pak japonské televizní drama v produkci stanice TBS. V roce 2005 obdržela filmové zpracování její manga Boku to kanodžo no ×××, vydávaná mezi lety 2001–2011.
Zemřela v brzkých ranních hodinách 2. srpna 2019. Její úmrtí bylo oznámeno 9. srpna; příčina nebyla zveřejněna.

## Dílo

### Manga
Asuka
- Junkers Come Here (ユンカース・カム・ヒア, Džunkásu kamu hia) – podle stejnojmenného románu od Naota Kineho; 4 svazky, 1994–1995
- Jamada Taró Monogatari (山田太郎ものがたり) – 15 svazků + 1 bonusový svazek, 1995–2000
- Emiri ni omakase (えみりにおまかせ) – 1 svazek, 1997–1999
- Ahiru no ódži-sama (あひるの王子さま) – 6 svazků, 2001–2003 (znovu vydáno v roce 2010)
- Maniattemasu! (まにあってます!) – 2 svazky, 2003–2004 (znovu vydáno v roce 2010)

Kurofune Zero
- Strawberry-čan no kareina seikacu (ストロベリーちゃんの華麗な生活) – 1 svazek, 1999 (znovu vydáno v roce 2007)
  - Strawberry-čan no čókareina seikacu (ストロベリーちゃんの超華麗な生活) – 1 svazek, 2004 (znovu vydáno v roce 2007)

Blade Comics
- Boku to kanodžo no ××× (僕と彼女の×××) – 8 svazků + 1 bonusový svazek, 2001–2013

Bessacu Friend
- Gokuraku seišun Hockey-bu (極楽青春ホッケー部) – 14 svazků, 2004–2009
- Kirara no hoši (キララの星) – 13 svazků, 2010–2015

Nakajoši
- Engei šónen (園芸少年) – podle stejnojmenné knihy od Naoky Uozumiové; 2011

Melody
- Nanpú ~džitenša no tabikoi~ (南風 〜自転車のタビコイ〜) – vydáváno online; květen–červen 2014

#### Antologie
- Namida noči Happy End () – Bessacu Friend, 11. srpna 2005
  - Spin-off mangy Gokuraku seišun Hockey-bu
- Himicu no kindan ai (ヒミツの禁断愛) – Bessacu Friend, 11. srpna 2006
  - Spin-off mangy Gokuraku seišun Hockey-bu
- Iššó ni ičido no honki ai (一生に一度の本気愛) – Bessacu Friend, 13. prosince 2006
  - Spin-off mangy Gokuraku seišun Hockey-bu
- Aikurušii (愛くるしい) – Mag Garden, 28. března 2008
- Megane danši na kare (メガネ男子な彼) – svazek 2, Bessacu Friend, 11. srpna 2008
  - Spin-off mangy Gokuraku seišun Hockey-bu
- Genšoku cundere danši. Moe kare (原色ツンデレ男子。 萌え カレ) – Bessacu Friend, 11. prosince 2009
  - Spin-off mangy Gokuraku seišun Hockey-bu
- S no júwaku, M no dokidoki (Sの誘惑、Mのドキドキ) – Bessacu Friend, 13. března 2012
  - Spin-off mangy Kirara no hoši
- Zettai, zettai, sukina hito. (ゼッタイ、ぜったい、好きな人。) – Bessacu Friend, 10. srpna 2012)
  - Kirara's Star Extra Edition
- Šigoto danši ni koišiteiru. (シゴト男子に恋してる。) – Bessacu Friend, 13. února 2013)
  - Spin-off mangy Kirara no hoši
- S to JK (SとJK) – Bessacu Friend, 11. dubna 2014
  - Spin-off mangy Kirara no hoši

### Ilustrace
- Sararíman Jukemuri sannin tabi – Rakan Sató, Wanibooks, listopad 1996
- Tanbina wašira svazek 1 – Nacuko Mori, Kadokawa Šoten, srpen 1996
- Oniičan to inu – Rakan Sató, Wanibooks, listopad 1996
- Joake no tori – Ruta Širaki, Hóbunša, prosinec 1996
- Tanbina wašira svazek 2 – Nacuko Mori, Kadokawa Šoten, červen 1997
- Rakúnna boku – Nacuki Macuoka, Šógakukan, červenec 1997
- Aidoru o miru na – Ruta Širaki, Hóbunša, září 1997
- Hoši no mori o kugutte – Nacuki Macuoka, Šógakukan, říjen 1997
- Kogoeta háto – Nacuki Macuoka, Šógakukan, duben 1998
- Sukjandaru čúihó – Ju Tenkadži, Leaf Publishing, září 1999
- Pekopeko – Tomato Aki, Kadokawa Šoten, září 2000
- Professional Battle – Kasuga Tóno, Magazine Magazine, únor 2003